# Bouville (Eure-et-Loir)
Bouville – miejscowość i gmina we Francji, w Regionie Centralnym, w departamencie Eure-et-Loir.
Według danych na rok 1990 gminę zamieszkiwało 386 osób, a gęstość zaludnienia wynosiła 25 osób/km² (wśród 1842 gmin Regionu Centralnego Bouville plasuje się na 766. miejscu pod względem liczby ludności, natomiast pod względem powierzchni na miejscu 863.).